# Minnesota-Gletscher
Der Minnesota-Gletscher ist ein rund 65 km langer und 8 km breiter Gletscher im westantarktischen Ellsworthland. Er fließt in östlicher Richtung durch das Ellsworthgebirge und trennt die Sentinel Range von der Heritage Range. Gespeist wird er von dem westlich des Gebirges gelegenen Eisplateau sowie durch den Nimitz- und den Splettstoesser-Gletscher. Der Minnesota-Gletscher mündet am Ostrand des Ellsworthgebirges in den Rutford-Eisstrom. Am Gefälleknick des Gletschers befindet sich das Bowie Crevasse Field.
Das Advisory Committee on Antarctic Names benannte den Gletscher 1964 nach der University of Minnesota, die in den Jahren 1961/1962, 1962/1963 und 1963/1964 Erkundungsmannschaften in das Ellsworthgebirge entsandte.